# Tanúvallomás jogosulatlan megtagadása
Hazai büntetőjogunkba a 2012. évi C. törvény (a  hatályos Btk.) 277. §  új  tényállásként vezette be az igazságszolgáltatás elleni bűncselekmények közé tartozó tanúvallomás jogosulatlan megtagadása bűncselekményt.

## Fogalma
Az a tanú, aki büntetőügyben a bíróság előtti vallomástételt a tanúzási figyelmeztetés után jogosulatlanul megtagadja, vétség miatt elzárással büntetendő.

## Jogi tárgya
E bűncselekmény jogi tárgya a büntető igazságszolgáltatás zavartalan működéséhez fűződő társadalmi érdek.

## Elkövetési magatartás
A bűncselekmény elkövetési magatartása a tanúvallomás jogosulatlan megtagadása a büntetőeljárás során, abban az esetben, ha a  a bíróság  vallomásmegtagadás jogosulatlanságára és az azzal kapcsolatos következmények beállására  a tanú figyelmét már felhívta, vallomás megtagadásával kapcsolatosan tett nyilatkozatának elhangzása előtt.
Akkor jogosulatlan a tanúvallomás megtagadása, ha az nem a büntetőeljárási törvény vonatkozó rendelkezéseinek – megfelelően történik meg.
Ugyanakkor, ha a tanú a büntetőeljárás során az eljárási cselekményen való részvételt, vagy a nyomozó hatóság, illetve az ügyész előtti vallomástételt tagadja meg jogosulatlanul, akkor cselekménye  nem tartozik e tényállás minősítése alá, hanem azt  az ügyész a tanúval szembeni rendbírság kiszabásával és a tanú költségek megtérítésére való kötelezésével szankcionálhatja.
A bűncselekménynek speciális az alanya: kizárólag a büntetőeljárás során, a bíróság által tanúként kihallgatni kívánt személy követheti el. A tanúi minőség e tényállás vonatkozásában a bíróság által kibocsátott idézésnek a tanú részére való kézbesítésétől, illetőleg a tanúként való idézéséről való tudomásszerzésével kezdődik, és bíróság által a tanúnak az eljárási cselekményről való  elbocsátásával ér véget.
E bűncselekmény elkövetésénél a társtettesség kizárt, mivel minden egyes, tanúként kihallgatni kívánt személy csak a saját vonatkozásában tagadhatja meg a vallomástételt. A részesi alakzatok közül a felbujtás és a bűnsegély egyaránt lehetséges. Amennyiben a tanú vallomásmegtagadásra való rábírása erőszakkal vagy fenyegetéssel történik, úgy a kényszerítés hatósági eljárásban nevű  bűncselekmény állapítható meg.